# Парамелаконит
Парамелаконит — редкий минерал, относится к оксидам. Имеет чёрный цвет, алмазный блеск, среднюю твёрдость по шкале Мооса, плотность 4,5, слабый плеохроизм. Минерал непрозрачен, не имеет спайность. Формула — Cu21+Cu22+O3. Был открыт в 1891 году.